# Fingerboard

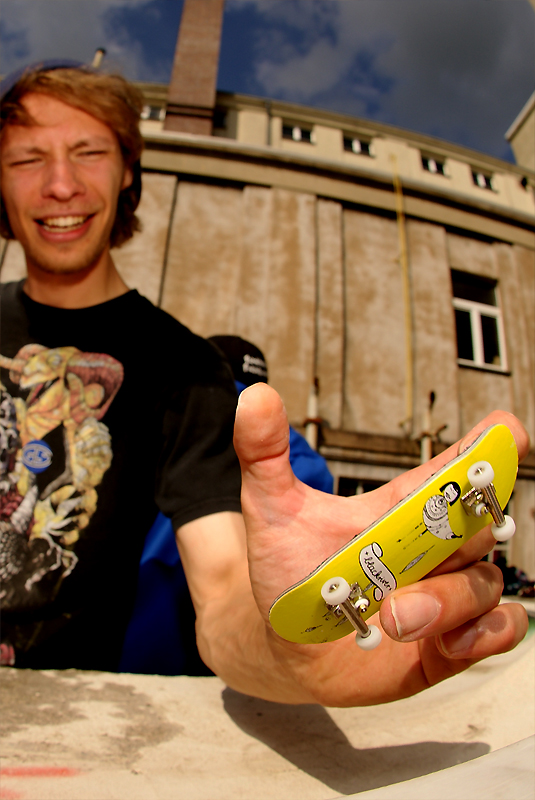
Indy Grab

Ein Fingerboard ist ein Miniaturskateboard, das mit dem Zeigefinger und Mittelfinger gefahren wird. Fingerboarding ist eine relativ junge Funsportart, bei der es, ähnlich wie beim Skateboarding, darum geht, bestimmte Flip-und Grindtricks vorzuführen beziehungsweise miteinander zu kombinieren. Die Tricks sind genauso benannt wie im Skateboarding.
Es gibt zahlreiche Fingerboard-Wettbewerbe (Contests) und Treffen (Jams). Am 6. Juli 2019 fand in Schwarzenbach an der Saale die zehnte Fingerboard-Weltmeisterschaft statt, die regelmäßig von Blackriver Ramps ausgetragen und organisiert wird.

## Geschichte
Die Anfänge des Fingerboardings waren in den 1970er Jahren, als die ersten Artikel zu diesem Thema in Skateboardzeitschriften erschienen. Bereits Anfang der 1980er Jahre wurde Fingerboarding in Magazinen und Skateboard-Videos gezeigt. In den späten 1980er Jahren erschienen die ersten Skateboard-Schlüsselanhänger, die von den Fingerboardern mit Hilfe eines Feuerzeugs so hingebogen wurden, dass es möglich wurde, damit zu fahren. In den 1990er Jahren wurde ein Spielzeughersteller auf das Fingerboarding aufmerksam und begann, technisch funktionierende Repliken von Skateboards zu produzieren. Tech Deck war entstanden und somit begann das Zeitalter des Fingerboardings.
Etwa ab 1997 entwickelte sich in Deutschland und Österreich eine Fingerboard-Szene. Seit 2000 wird jährlich der Wettbewerb „Fast Fingers“ in Schwarzenbach an der Saale abgehalten. 2008 wurde der Contest aufgrund des wachsenden internationalen Starterfeldes das erste Mal als Weltmeisterschaft ausgetragen.

## Kategorien
Es gibt zwei Kategorien von Fingerboards:
- Fingerboards, die hauptsächlich zum Sammeln geeignet sind (beispielsweise als Schlüsselanhänger). Diese Exemplare haben meist kein nachgemachtes Griptape (Schleifpapier) auf der Oberseite, sondern bestehen nur aus Kunststoff. Auch sind die Einzelteile (Rollen, Achsen) bei diesen Exemplaren zum Teil nicht auswechselbar. Deshalb eignen sie sich nur bedingt für das Ausüben des Fingerboardsports.

- Mehr oder minder originalgetreue Nachbildungen von Skateboards. Diese Fingerboards bestehen aus den verschiedensten Holzarten in mehreren Furnierschichten oder Hartplastik und sind, wie auch das originale Skateboard, mit echtem Griptape (eine Art Schleifpapier) oder Riptape (wird oft Moosgummi genannt, ist aber eine dünne Neoprenschicht mit klebender Unterseite) beklebt. Dadurch ist es möglich, echte Skateboardtricks mit den Fingern nachzumachen oder neue Kombinationen zu erfinden.

## Fingerboards und Zubehör
Komponenten:

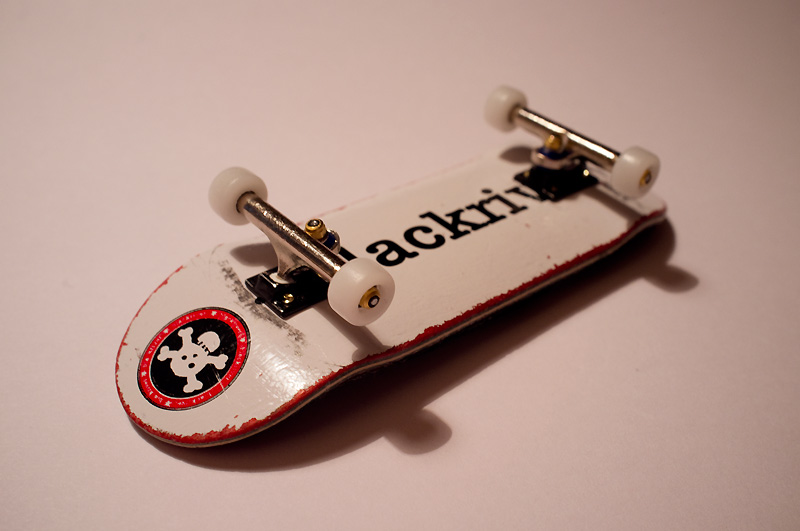
Professionelles Fingerboard Setup: Berlinwood Deck, Blackriver Trucks und Winkler-Wheels

Berlinwood Fingerboards, Techdeck-Achsen und Winkler-Wheels

- Deck: Neben symmetrischen Konstruktionen (Kicks und Concave) gibt es mittlerweile auch Decks, die ähnlich einem modernen Skateboard voneinander unterschiedliche Nose und Tail haben, also ein definitives Vorne und Hinten. Die häufigsten Materialien sind Kunststoff oder Holz, aber es gibt auch Decks aus Carbon, Metall und anderen Materialien; die weniger gebräuchlichen werden häufig als Hybrid-Konstruktion gemeinsam mit Holz verbaut.
- Achsen: Achsen werden aus Metall zumeist als Massenware für die Spielzeugindustrie hergestellt. In den letzten Jahren kamen jedoch auch Hersteller dazu, die spezielle Achsen für den Miniatursport produzieren und dabei deutlich höhere Maßstäbe für Qualität in niedrigerer Stückzahl anlegen.
- Wheels: Rollen werden aus Konstruktionskunststoff, PU oder Metall hergestellt und z. T. mit einem oder zwei Miniatur-Kugellagern versehen. Sie werden entweder gegossen, 3D-gedruckt oder an einer Drehbank gefertigt (bzw. deren industrieller Entsprechung).
- Tape: Zur besseren Haftung wird auf das Deck ein Streifen geklebt, der entweder aus Kautschuk, Neopren oder Skateboard-Grip in feiner Körnung besteht.
- Screws: Sind die Schrauben, mit denen man die Achsen am Deck befestigt.
- Lock-nuts: Sind aus rostfreiem Stahl gefertigt und mit einem Nyloneinsatz versehen, um sicherzustellen, dass die Sicherungsmuttern an ihrem Platz bleiben. Sie können für die meisten Arten von Fingerboard Trucks verwendet werden und passen auf alle FB-Tools.
- Bags: Kleine Taschen für Fingerboards und Kleinteile. Schützt das Equipment. FlashBone Bags war hier die erste Firma des Designers Milan Malagan, der diese Taschen entwickelte und auf den Markt brachte.

Die Fingerboard-Decks, -Wheels (Rollen) etc. sind  möglichst authentisch zum großen Bruder, dem Skateboard, mit großer Präzision hergestellt.  Während die Spielzeugindustrie große Mengen an Fingerboards (mit Kunststoffdecks) herstellt, benutzen über längere Zeit in der Szene aktive Fingerboarder zumeist Holzdecks, die in Handarbeit entweder selbst oder von Firmen in Kleinstserie hergestellt werden. Bei hochwertigen Fingerboards sind die Rollen zudem kugelgelagert.
Größe und Abmessungen:
Fingerboards sind ungefähr in dem Maßstab 1:7 gestaltet. Die Breite variiert meist zwischen 25 und 45 mm und die Länge beträgt in der Regel um die 100 mm.
Zubehör:
Für die Fingerboards sind Miniaturrampen erhältlich, die echte Skateboard-Hindernisse (Obstacles) für Fingerboards nachbilden. Es gibt hier die gleiche Vielfalt wie bei echten Skateboardrampen. Verwendete Materialien sind Kunststoff, Holz, Metall, Granit, Keramik und auch Zement/Beton.